# Alex Stepheson
Alex Stepheson (nacido el 7 de agosto de 1987 en Los Ángeles, California) es un jugador de baloncesto estadounidense que actualmente se encuentra sin equipo. Con 2,08 metros de altura, juega en la posición de ala-pívot.

## Trayectoria deportiva

### Universidad
Jugó dos temporadas con los Tar Heels de la Universidad de Carolina del Norte en Chapel Hill, en las que promedió 3,2 puntos y 3,4 rebotes por partido. Alegando la enfermedad de un familiar, fue transferido a los Trojans de la Universidad del Sur de California. Tras cumplir el preceptivo año de parón, jugó dos temporadas más, en las que promedió 9,2 puntos y 8,3 rebotes por partido.

### Profesional
Tras no ser elegido en el Draft de la NBA de 2011, fichó por el Panionios BC de la liga griega. Allí jugó una temporada en la que promedió 10,7 puntos y 7,2 rebotes por partido. Una grave lesión le dejó fuera de las pistas un año entero.
En 2013 fichó por el Union Olimpija de la liga eslovena, con los que en la Liga del Adriático promedió 8,3 puntos y 5,7 rebotes mientras que en la Eurocup promedió 8,3 puntos y 5,7 rebotes. En 2014 fichó por el İstanbul BB de la liga turca, y en 2015 regresó a su país para fichar por los Iowa Energy de la NBA D-League, donde en 31 partidos promedió 15,9 puntos y 13,8 rebotes por partido, lo que hizo que en febrero de 2016 firmara contrato por 10 días con Los Angeles Clippers de la NBA. Jugó 4 partidos, en los que anotó únicamente 2 puntos.
El 12 de marzo fichó por 10 días con los Memphis Grizzlies debido a las innumerables bajas por lesión del equipo.